# Philomena Essed

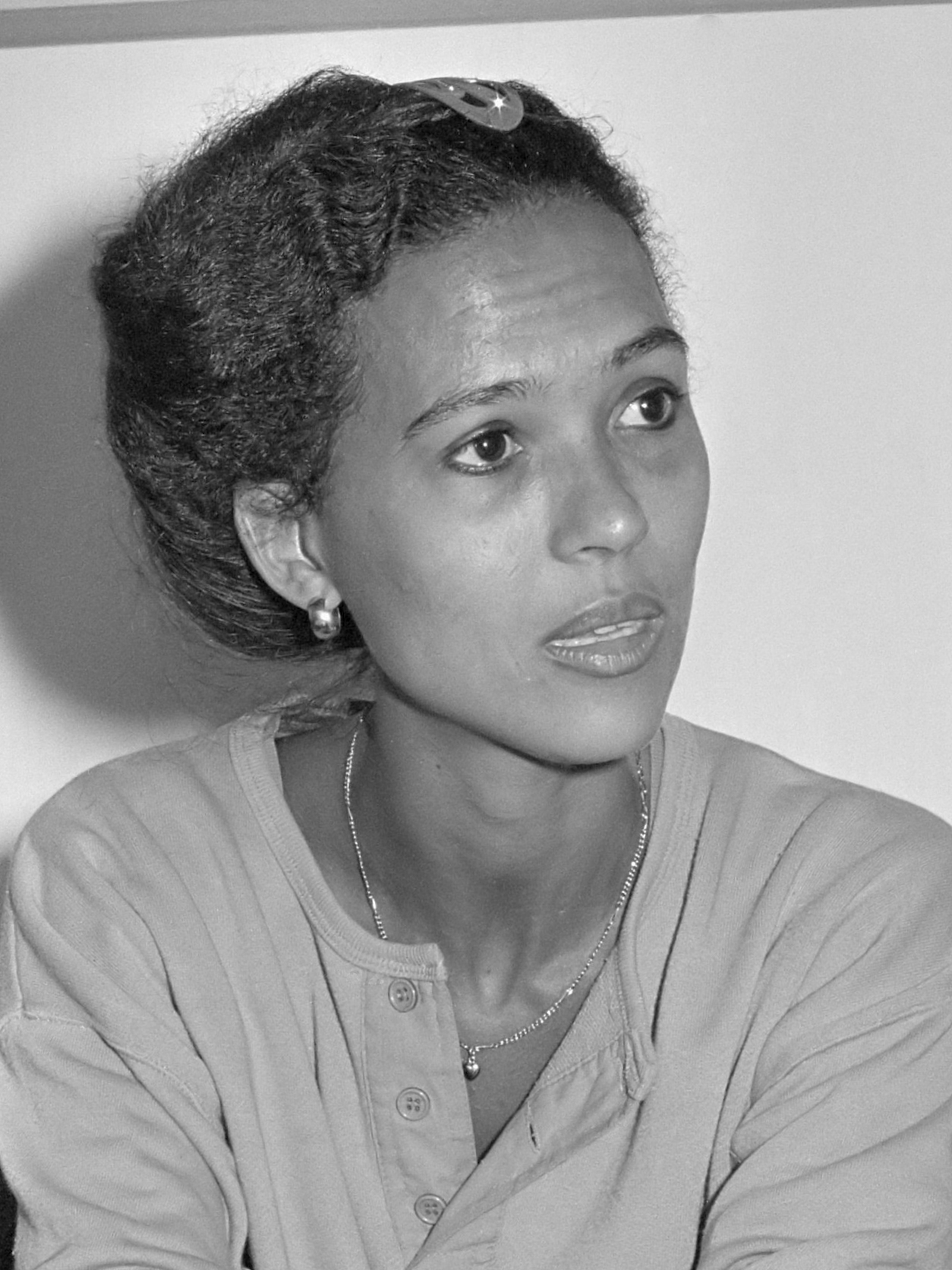
Philomena Essed (Amsterdam, 1984)

Philomena Johanna Maria Essed (* 1955 in Utrecht) ist Professorin für kritische Rassen-, Geschlechts- und Führungslehre an der Antioch University in Yellow Springs.

## Werdegang
Essed ist die Tochter surinamischer Eltern. Ihr Vater Max Essed war Kinderarzt. Ihre Kindheit verbrachte sie zur Hälfte in Surinam und in den Niederlanden, seit 1969 in Nijmegen. 1983 schloss sie ihr Studium der Kulturanthropologie an der Universität Amsterdam ab, 1990 erfolgte dort ihre Promotion im Bereich der Sozialwissenschaften.

## Leben
Essed ist bekannt durch ihre Erforschung des Alltagsrassismus in Westeuropa und ihre Theoriearbeit zu Everyday Racism (Alledaags racisme). Sie wirkte an dem Forschungsprojekt „Racism at the Top“ des Österreichischen Ministerium für Wissenschaft und Verkehr mit. Unter der Leitung von Ruth Wodak (Universität Wien) und Teun A. van Dijk untersuchte sie diskursanalytisch die Rolle politischer Eliten bei der Entstehung und Reproduktion von Rassismus und Antirassismus. Untersucht wurden sieben westeuropäische Staaten.

## Schriften
- Everyday Racism. Reports From Women of Two Cultures. Hunter House, 1990.
- Understanding Everyday Racism. An Interdisciplinary Theory. Sage, 1991. (Orig.: Diss. Univ. Amsterdam, 1990)
- Diversity. Gender, Color and Culture. University of Massachusetts Press, 1996.

Mitherausgeberin
- Race Critical Theories. Blackwell, 2002.
- Refugees and the Transformation of Societies. Agency, Policies, Ethics and Politics. Berghahn 2004.
- A Companion to Gender Studies. Blackwell 2005.